# Турецко-персидская война (1821—1823)
Турецко-персидская война 1821—1823 годов — вооружённый конфликт между Османской империей и Каджарской Персией, вызванный неурегулированностью вопроса о границе.

## Предыстория
После поражения в русско-персидской войне 1804—1813 годов Персия по инициативе принца Аббаса-Мирзы провела модернизацию своей армии с помощью британских советников. Тем временем в 1816 году правителем Багдадского пашалыка Османской империи стал мамлюк-грузин Дауд-паша. Сразу после этого Дауд-паша взялся за укрепление Ирака, который за 15 предшествующих лет пришёл в состояние анархии и упадка. Труднее всего оказалось восстановить контроль над Иракским Курдистаном, правители которого к этому времени признали себя вассалами персидского шаха. Чтобы покончить с этим, в 1818—1819 годах Дауд-паша попытался сместить персидского ставленника Махмуд-пашу Бабана и назначить правителем Сулеймании его родственника, но потерпел неудачу, которую объяснял вмешательством багдадского резидента Британской Ост-Индской компании Клавдия Рича.
Обвинив Рича в подстрекательстве курдов к неповиновению, Дауд-паша вступил в борьбу с Ост-Индской компанией. По его распоряжению её агенты (главным образом персы) были лишены привилегий и приравнены к прочим местным торговцам, а таможенные пошлины на британские товары были увеличены вдвое. В ответ на это Рич привёл в состояние боевой готовности свои войска, распорядился ввести в реку Тигр военные суда Компании и прервать сообщение между Басрой и Багдадом. Тогда Дауд конфисковал товары Ост-Индской компании и осадил её багдадскую резиденцию, но, встретив вооружённое сопротивление, пошёл на уступки, и в мае 1821 года разрешил Ричу и всем английским служащим Компании покинуть страну.
Избавившись от Рича, Дауд немедленно возобновил кампанию против правителя Сулеймании, но багдадские войска были разбиты объединёнными силами курдов и персов. Тогда Дауд обрушился на персов, проживавших в Ираке; были изъяты сокровища, принадлежавшие шиитскому духовенству Кербелы и Ан-Наджафа. Эти действия обострили турецко-персидские отношения.

## Ход войны
Российские и османские интриги в поддержке мятежных племён Азербайджана вызвали следующую войну Каджаров. После того, как османский губернатор Эрзурума взял под свою защиту двa племени Азербайджана в 1821 году, Аббас-Мирза, ныне 32-летний командир-ветеран, повёл в сентябре свои войска в район озера Ван при минимальном османском сопротивлении. Затем в ноябре он штурмовал крепость Баязит, обеспечив безопасность персидских маршрутов снабжения.
В это время на юге Дауд-паша начал наступление в юго-западный Иран, но его армия была вытеснена крупной персидской армией под командованием другого каджарского принца, Мохаммада-Али Мирзы Довлатшаха, который затем начал собственное наступление в Ирак. Он покорил эмират Арабистан, который включал в себя бо́льшую часть современного Хузестана, включая порт Хорремшехр, а затем приступил к осаде Багдада. Однако вскоре после начала осады он скончался от холеры, после чего иранская армия была вынуждена снять осаду и отступить за реку Шатт-эль-Араб.
Тем временем на севере, в конце того же года, Аббас-Мирза с 30-тысячной армией разбил османские войска численностью 52 тыс. человек в ожесточённой битве при Эрзуруме. После этой успешной зимней кампании Аббас-Мирза отвёл бо́льшую часть своих сил в Тебриз, оставив гарнизоны в крупных городах и посёлках. Воспользовавшись этим, османы начали организовывать контратаку под руководством нового сераскира Мохаммеда Амина Рауфа-паши. Они планировали уничтожить персидские гарнизоны в Восточной Анатолии и оккупировать части Азербайджана, чтобы помешать Ирану собрать свои войска и таким образом добиться мира на османских условиях. Однако этим планам помешала крепость Топрах-кале из-за своего стратегического положения. Когда османы осадили эту крепость, сардар Эриваня совершил набеги на османские позиции вокруг Топрах-кале, давая Аббасу-Мирзе драгоценное время для восстановления сил для освобождения крепости. Генеральное сражение, состоявшееся в мае 1822 года, завершилось поражением османов.

## Итоги
Война завершилась в 1823 году подписанием Эрзрумского договора, согласно которому Иран возвращал захваченные им территории Османской империи, за исключением Арабистана. Тем не менее османы не смирились с потерей и в 1837 году они нарушили соглашение, захватив Арабистан. Однако вскоре Великобритания и Россия, опасаясь распространения османского влияния, заставили османов покинуть регион. Второй Эрзерумский договор, подписанный иранцами и османами в 1847 году, вновь поместил Арабистан под иранский сюзеренитет и стабилизировал западную границу. Однако фактически регион подпал под британскую сферу влияния и сохранял номинальную независимость в течение нескольких последовавших десятилетий, поскольку британцы хотели держать реки региона открытыми для коммерческого и военно-морского использования.